# Coimères
Coimères är en kommun i departementet Gironde i regionen Nouvelle-Aquitaine i sydvästra Frankrike. Kommunen ligger i kantonen Auros som tillhör arrondissementet Langon. År 2022 hade Coimères 1 077 invånare.

## Befolkningsutveckling
Antalet invånare i kommunen Coimères
Referens:INSEE